# Paul Bassène
Paul Valère Bassène (ur. 2 stycznia 2001 w Ziguinchorze) – senegalski piłkarz grający na pozycji lewoskrzydłowego. Od 2023 jest piłkarzem klubu Renaissance Berkane.

## Kariera piłkarska
Swoją piłkarską karierę Bassène rozpoczął w klubie CNEPS Excellence. W latach 2020-2022 grał w Teungueth FC, z którym w sezonie 2020/2021 został mistrzem Senegalu.
Latem 2022 Bassène przeszedł do marokańskiego Mouloudia Wadżda. Swój debiut w nim zaliczył 2 października 2022 w zremisowanym 1:1 wyjazdowym meczu z Hassanią Agadir. W MC Oujda grał przez rok.
Latem 2023 Bassène został piłkarzem Renaissance Berkane. Swój debiut w nim zanotował 20 września 2023 w zwycięskim 3:1 wyjazdowym spotkaniu z Unionem Touarga.

## Kariera reprezentacyjna
W reprezentacji Senegalu Bassène zadebiutował 13 lipca 2022 w zremisowanym 1:1 i wygranym 10:9 po serii rzutów karnych ćwierćfinałowym meczu Pucharu COSAFA 2022 z Eswatini, rozegranym w Umlazi.